# Vanastega
Vanastega plurimidens
Genre
Espèce
Vanastega est un genre fossile d'amphibiens temnospondyles du Trias de la famille des Brachyopidae. Son espèce type est Vanastega plurimidens et, en 2022, ce genre est resté monotypique.

## Présentation
Il est connu au sein de la zone d'assemblage de Cynognathus à Burgersdorp (d) (groupe de Beaufort), en Afrique du Sud. Ce genre n'est représenté que par son espèce type, Vanastega plurimidens.

## Systématique
Le genre Vanastega et l'espèce Vanastega plurimidens ont été décrits en 2003 par les paléontologues Ross J. Damiani (d) et James William Kitching (d) (1922-2003).

## Publication originale
- (en) Ross J. Damiani et James W. Kitching, « A New Brachyopid Temnospondyl from the Cynognathus Assemblage Zone, Upper Beaufort Group, South Africa », Journal of Vertebrate Paleontology, SVP et Taylor & Francis, vol. 23, no 1,‎ 11 avril 2003, p. 67-78 (ISSN 0272-4634 et 1937-2809, OCLC 238100068, DOI 10.1671/0272-4634(2003)23[67:ANBTFT]2.0.CO;2, JSTOR 4524295).